# 圣梅达尔 (热尔省)
圣梅达尔（法語：Saint-Médard，法語發音：[sɛ̃ medaʁ]）是法国热尔省的一个市镇，属于米朗德区。

## 地理
圣梅达尔（43°29'24"N, 0°27'35"E）面积17.07 平方千米，位于法国奧克西塔尼大區热尔省，该省份为法国西南部内陆省份，北起顺时针与洛特-加龙省、塔恩-加龙省、上加龙省、上比利牛斯省、大西洋比利牛斯省和朗德省接壤。
与圣梅达尔接壤的市镇（或旧市镇、城区）包括：贝洛克圣克拉芒、贝尔杜、克莱蒙-普伊吉耶斯、伊德拉克-雷斯帕耶斯、卢贝尔桑、米朗德、蒙卡桑。

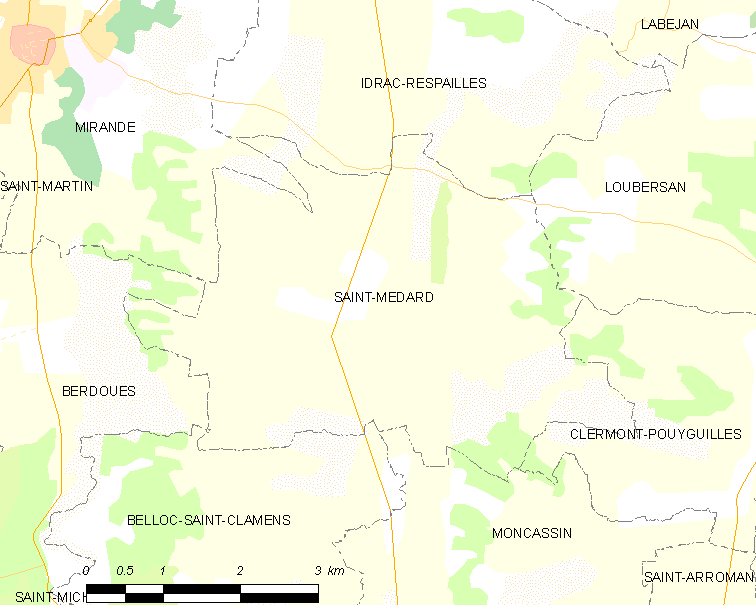
的OSM定位图

圣梅达尔的时区为UTC+01:00、UTC+02:00（夏令时）。

## 行政
圣梅达尔的邮政编码为32300，INSEE市镇编码为32394。

## 政治
圣梅达尔所属的省级选区为米朗德-阿斯塔拉克县。

## 人口

1962-2008年间人口变化图示

圣梅达尔于2022年1月1日时的人口数量为345人。